# اسفنج‌های همگون‌سوزنه
اسفنج‌های همگون‌سوزنه یا همگون‌سوزنه‌ویسان (نام علمی: Homoscleromorpha) نام یک رده از شاخه اسفنج دریایی (روزنک‌تباران) است.
اسفنج‌های همگون‌سوزنه به عنوان رده تازه‌ای از روزنک‌تباران پذیرفته شده است.
این رده راسته‌ای را شامل می‌شود به نام همگون‌سوزنه‌سانان (Homosclerophorida). سوزنه‌های این رده اندازه‌هایی تقریباً یکسان دارند.